# Simulium ivashchenkoi
Simulium ivashchenkoi är en tvåvingeart som först beskrevs av Yankovsky 1996.  Simulium ivashchenkoi ingår i släktet Simulium och familjen knott. Inga underarter finns listade i Catalogue of Life.